# Rhopalaea desme
Rhopalaea desme är en sjöpungsart som beskrevs av Monniot, F. 2003. Rhopalaea desme ingår i släktet Rhopalaea och familjen Diazonidae. Inga underarter finns listade i Catalogue of Life.